# Hope (Alaska)
Abreviatura científica del botánico John Hope 1725-1786 
Hope es una pequeña población situada en el norte del borough de Península de Kenai, en el estado de Alaska en los Estados Unidos. Hay 17 millas de carretera desde la carretera principal, Seward Highway, hasta llegar a Hope. 
La ciudad de Hope se fundó en 1896 como establecimiento de una base minera. Una gran parte de la ciudad fue destruida por el terremoto más grande y arrasador de todo Norteamérica en su historia reciente en el año 1964. Se encuentra a 13 m s. n. m. . La población de dicha región es de 137 habitantes según el censo del año 2000.

## Instalaciones
En la pequeña ciudad de Hope, se pueden encontrar, tanto una biblioteca, como un par de bares y un pequeño colegio. También se pueden encontrar alojamiento y camping.

## Lugares de interés
A tan solo 100 metros de la ciudad se puede encontrar un pequeño lago y un río, donde pescar, o practicar deportes acuáticos.
También se encuentra un pequeño sistema montañoso donde habitan en su mayoría osos negros y alces.